# Hertha Levefællesskab
Hertha Levefællesskab er et antroposofisk bofællesskab i Landsbyen Herskind et par kilometer vest fra Aarhus.  Det blev startet som tanker i august 1987.  Et par år senere i 1994 blev denne vision sammenfattet: "Et Levefællesskab med voksne udviklingshæmmede, baseret på Rudolf Steiners menneskesyn." Et år senere, 1995, påbegyndte man det praktiske arbejde, og i 1996 blev den første indflytning foretaget.
I 2015 boede der 126 mennesker, hvoraf 26 er voksne udviklingshæmmede.
Stedet arbejde med en såkaldt omvendt integration, hvor folk fra det øvrige samfund kan flytte sammen med blandt andet udviklingshæmmede mennesker.